# Maskerbuulbuul
De maskerbuulbuul (Pycnonotus nigricans) is een zangvogel uit de familie van de buulbuuls (Pycnonotidae).

## Kenmerken
De lichaamslengte bedraagt 20 cm.

## Voortplanting
Het legsel bestaat uit drie rozegetinte eieren met een donkere tekening.

## Verspreiding en leefgebied
Deze soort komt voor in zuidwestelijk Afrika in rivierbossen en in droge struwelen nabij water. Er zijn twee ondersoorten:
- P. n. nigricans: zuidwestelijk Angola, Namibië, Botswana en westelijk Zuid-Afrika.
- P. n. superior: centraal Zuid-Afrika.

## Status
De grootte van de populatie is niet gekwantificeerd maar de soort wordt omschreven als algemeen. Op de Rode lijst van de IUCN heeft deze soort de status niet bedreigd.